# Goniothalamus macranthus
Goniothalamus macranthus là loài thực vật có hoa thuộc họ Na. Loài này được (Kurz) Boerl. mô tả khoa học đầu tiên năm 1899.